# نيكولاوس فون براون
نيكولاوس فون براون (بالسويدية: Nicolaus von Braun)‏ هو عسكري سويدي، ولد في 1640، وتوفي في 1718.